# Кефалохори (дем Александрия)
Вижте пояснителната страница за други значения на Кефалохори.
Кефалохори, още Пожари или Бугарин (на гръцки: Κεφαλοχώρι, катаревуса Κεφαλοχώριον, Кефалохорион, до 1928 Ποζαρίταις, Позаритес), е село в Република Гърция, дем Александрия, област Централна Македония.

## География
Селото е разположено на 19 m надморска височина в областта Урумлък (Румлуки), на 15 километра югозападно от Александрия (Гида) и на 15 километра североизточно от Бер (Верия). Землището на селото е 10 km2.

## История

### В Османската империя
В XIX век Пожари е село в Османската империя. Смята се, че жителите на селото са се изселили от воденското Пожарско, откъдето идва името Позаритес, тоест Пожарци. Гробищната църква „Свети Димитър“ е от края на XVIII - XIX век. Александър Синве („Les Grecs de l’Empire Ottoman. Etude Statistique et Ethnographique“) в 1878 година пише, че в Позяритес (Poziarités), Камбанийска епархия, живеят 300 гърци. Същевременно Синве пише, че в Манзаритес (Mantzarites), Камбанийска епархия, живеят 210 гърци.
Според Васил Кънчов („Македония. Етнография и статистика“) в 1900 година Пожари (Бугаринъ) е село в Берска каза и в него живеят 210 гърци християни.
По данни на секретаря на Българската екзархия Димитър Мишев („La Macédoine et sa Population Chrétienne“) в 1905 година в Пожари Бугарин (Pojari Bougarin) живеят 210 гърци.

### В Гърция
През Балканската война в 1912 година в селото влизат гръцки части и след Междусъюзническата в 1913 година Пожари остава в Гърция.
След Първата световна война в 1922 година в селото са заселени малко гърци бежанци. В 1928 година Ставрос е смесено местно-бежанско селище с 1 бежанско семейство и 3 жители бежанци. В 1928 година селото е прекръстено на Кефалохори, в превод главно село.
Населението се увеличава заради мелиоративните дейности през 30-те години, регулацията на коритото на Бистрица и ликвидирането на маларията. Произвеждат се големи количества памук и захарно цвекло.
| Година    | 1913 | 1920 | 1928 | 1940 | 1951 | 1961 | 1971 | 1981 | 1991 | 2001 | 2011 | 2021 |
| --------- | ---- | ---- | ---- | ---- | ---- | ---- | ---- | ---- | ---- | ---- | ---- | ---- |
| Население | 272  | 325  | 428  | 628  | 721  | 832  | 702  | 695  | 792  | 788  | 604  | 563  |